# Roland Barthes

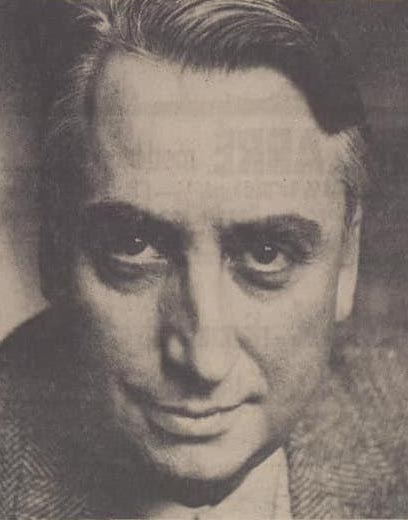
Roland Barthes (1969)

Roland Barthes [ʁɔlɑ̃ baʁt] (* 12. November 1915 in Cherbourg; † 26. März 1980 in Paris) war ein französischer Philosoph, Schriftsteller und Literaturkritiker des 20. Jahrhunderts.
Barthes gilt als einer der markantesten Wissenschaftler im Bereich der strukturalistischen Semiotik bzw. Semiologie. Er verwendete die Methoden des Strukturalismus und der Dekonstruktion, aber auch der Psychoanalyse, um moderne gesellschaftliche Phänomene wie Texte, Filme, Fotografie, Mode, Werbung oder die Liebe zu untersuchen. Indem Barthes die Methoden des Strukturalismus radikalisierte, wurde er zu einem der Begründer des Poststrukturalismus. Als Kritiker zeitgenössischer, vor allem literarischer Gegenstände (vgl. z. B. Racine) löste er oft scharfe Auseinandersetzungen aus.
Während seiner akademischen Laufbahn war Barthes vor allem mit dem Collège de France sowie der Elite-Hochschule École des hautes études en sciences sociales (EHESS) in Paris verbunden.

## Leben und Einflüsse
Roland Gérard Barthes wurde 1915, während des Ersten Weltkriegs, als erster Sohn von Henriette Barthes, geborene Binger, und dem Fähnrich zur See Louis Barthes geboren. Sein Vater wurde im Oktober 1916 bei einem Seegefecht in der Nordsee getötet. Die Mutter zog mit ihrem Kind zur Großmutter und Tante väterlicherseits nach Bayonne im Südwesten Frankreichs. Dort verbrachte Barthes seine Kindheit in einfachen Verhältnissen. In Über mich selbst reflektierte er den Stellenwert seiner Kindheit: „An der Vergangenheit fasziniert mich am meisten meine Kindheit; sie allein gibt mir, wenn ich sie betrachte, nicht das Bedauern über die entschwundene Zeit.“
1924 zog die Familie nach Paris um und litt weiter unter der schwierigen finanziellen Situation. 1927 wurde sein Halbbruder Michel geboren.
In Paris besuchte er das Lycée Montaigne (1924–1930) und später das renommierte Lycée Louis-le-Grand (1930–1934), wo er in Philosophie unterrichtet wurde. Am 10. Mai 1934 erlitt er einen Blutsturz mit einer Läsion der linken Lunge. In den folgenden Jahren hielt er sich immer wieder in Sanatorien zur Kur auf.
1935 schrieb er sich an der Sorbonne für Klassische Literatur ein. 1937 wurde er vom Militärdienst freigestellt und arbeitete während des Sommers als Französischlektor in Debrecen (Ungarn). 1938 reiste er zusammen mit der „Gruppe Antikes Theater“, die er an der Sorbonne mitbegründet hatte, nach Griechenland.
1939 erlangte er die Licence in Klassischer Philologie und wurde Aushilfslehrer in Biarritz im Südwesten Frankreichs.
1940 arbeitete er als Lehrer an den Gymnasien Voltaire und Buffon in Paris und verfasste seine Diplomarbeit über die griechische Tragödie. Barthes nahm Gesangsstunden bei Charles Panzéra. 1941 erlitt er im Oktober einen Rückfall der Lungentuberkulose, der Aufenthalte in Sanatorien notwendig machte. 1943 hielt er Vorträge über Literatur, Musik und Theater in den Sanatorien.
Bis 1947 kam es immer wieder zu Rückfällen seines Lungenleidens. Er lebte weiterhin mit seiner Mutter und seinem Stiefbruder unter schwierigen finanziellen Verhältnissen in der Pariser Wohnung. Von 1948 bis 1949 arbeitete er als Bibliotheksgehilfe und unterrichtete am Französischen Institut und an der Universität in Bukarest. Die Jahre 1949 und 1950 verbrachte er in Ägypten als Lektor an der Universität in Alexandria; dort lernte er Algirdas Julien Greimas kennen. Die Begegnung führte sowohl zu einem intensiven intellektuellen Austausch als auch zu einer Beziehung. Ende 1950 kehrte er nach Paris zurück und war bis 1952 in der Direction générale für Kulturbeziehungen tätig. 1952 bis 1954 absolvierte er ein Praktikum am C.N.R.S. im Bereich Lexikologie.
1953 erschien sein erstes Buch Degré zéro de l’écriture bei Seuil. Von 1954 bis 1962 war er mit verschiedenen Lehr- und Beratungstätigkeiten beschäftigt. 1962 wurde er zum Directeur d’études (entspricht etwa einem Professor) für Soziologie der Zeichen, Symbole und Darstellungen in der wirtschafts- und sozialwissenschaftlichen (VI.) Abteilung der École pratique des hautes études (EPHE) ernannt, aus der 1975 die École des hautes études en sciences sociales (EHESS) hervorging. 1977 kam sein kommerziell erfolgreiches Buch Fragmente einer Sprache der Liebe im Original heraus, in dem er diskret und spielerisch seine Homosexualität offenlegt. Barthes erhielt 1977 den Lehrstuhl für Literarische Semiologie am Collège de France. Am 25. Oktober starb seine Mutter, mit der er bis dahin ohne Unterbrechung zusammengelebt hatte.
1977 unterschrieb er wie etwa sechzig andere Intellektuelle auch einen Appell zur Entkriminalisierung der Pädophilie, der in den Zeitungen Libération und Le Monde erschien. Initiator des Appells war der pädophile Schriftsteller Gabriel Matzneff.
1980 erschien das letzte Buch von Roland Barthes: Die helle Kammer. Es ist eine Abschiedsgeste an die Mutter, der er seine Homosexualität immer verschwiegen hatte.
Am 25. Februar 1980 wurde er in einen Unfall mit einem Kleintransporter verwickelt, an dessen Folgen er einen Monat darauf am 26. März in einem Pariser Krankenhaus starb. Er wurde in Urt im Grab seiner Mutter beigesetzt.
Von großer Bedeutung für Barthes war zeitlebens das Theater. Schon als Schüler wirkte er in einer Theatergruppe mit. Dareios gehörte zu seinen wichtigsten Rollen. Seine Abschlussarbeit an der Universität befasste sich mit der griechischen Tragödie. In Essais critiques 1964 ist das avantgardistische Theater sein Gegenstand. Nicht nur Brechts Schauspielkunst, sondern vor allem Betrachtungen zur „Zuschauerkunst“ und Entwürfe einer „Ästhetik der Lust“ sind in Barthes’ Texten vielfach ein Gegenstand seiner Arbeit.
Seine linguistischen und semiotischen Arbeiten lassen sich in drei verschiedene Entwicklungsphasen unterteilen: Zunächst waren die Schriften von André Gide, Karl Marx und Bertolt Brecht für Barthes’ Arbeiten zu den Mythen des Alltags (Mythologies, 1957) prägend. Danach folgten die Einflüsse von Ferdinand de Saussure, Roman Ossipowitsch Jakobson sowie Louis Hjelmslev. In der Absicht, die Semiologie nicht in einer dogmatischen Wissenschaft enden zu lassen, folgte der Ansatz, die Ergebnisse der Soziologie, der Philosophie und der Psychologie in seiner Arbeit zu berücksichtigen. Angeregt wurde er von den Arbeiten Lacans.
Gleichwohl ist eine Einteilung von Barthes’ Werk in Phasen auch problematisch. Bemerkenswert ist an seinen Veröffentlichungen immer wieder, dass er sich neuen Aufgaben widmet, sobald seine Arbeiten von anderen aufgenommen und weiterentwickelt werden. Dahinter verbirgt sich nach Antje Landmann eine Methode der Verlagerung und des Ortswechsels (Barthes: dépaysement). Für Stephen Heath ist das entmythologisierende Prinzip des dépaysement für Barthes’ Werk von „zentraler Kraft“. Jonathan Culler sieht darin kritisch einen Eskapismus, der es Barthes ausgesprochen leicht mache, sich der Kritik zu entziehen.
Zudem war Barthes ein musikbegeisterter Mensch, vor allem als Pianist und Komponist. Zu seiner Leidenschaft für die Malerei regte ihn sein Freund Cy Twombly an.

## Methode und Stil
Barthes’ poststrukturalistische und anti-logozentrische Arbeiten, besonders in seinem Spätwerk, lassen sich innerhalb traditioneller Formen der Wissensproduktion kaum klassifizieren. Er selbst lehnte Einordnungen nach Einflüssen von Autoren und Kollegen und nach Professionen, wissenschaftlichen Richtungen und Schulen ab. Den Glauben an die Intentionalität des Autors wollte er nicht bekräftigen. Sich selbst nannte er vorzugsweise „sujet impur“, unreines Subjekt.
Barthes hat mit seinen Arbeiten nicht nur sehr viel dazu beigetragen, zu erkennen, wie die Herstellung von Wahrheit, Bedeutung und Sinn in der Sprache, im Text und im Diskurs bei allen daran Beteiligten funktioniert und sich strukturiert. Die sich daraus ergebende Möglichkeit der Reflexion und Kritik (wie beispielsweise an den gesellschaftlichen Mythen) hat bei Barthes auch Konsequenzen für die eigene Theoriearbeit. Diese soll nicht zur „Doxa“, zur fixen Lehre, verkommen oder als solche enden, sondern den Lesern etwas eröffnen. Der Leser soll – vergleichbar mit Brechts Zuschauerkunst – nicht nur zuschauender und zustimmender Leser bleiben, sondern es soll sich ihm die Möglichkeit bieten, quasi lesend zu schreiben. Schon in Der Tod des Autors (La mort de l’auteur, 1968) deutet sich diese Entwicklung an. Barthes bedient sich dabei Formen und Möglichkeiten der Theoriearbeit, die besonders daran akzentuiert sind, nicht ein fertiges Produkt abzuliefern, sondern selbst als Schreibender im Prozess der Produktion ohne vorher ausgemachtem Ziel für alle Beteiligten – also auch für den Leser, der sich selbst in den Prozess der Herstellung einbinden kann – wahrnehmbar zu bleiben.
Dazu erweiterte er die Gegenstände seiner Untersuchung. Einen Text bezieht Barthes nicht allein auf die Anordnung und Bedeutung von Buchstaben auf einem Stück Papier bzw. auf Form und Inhalt des sprachlichen Ausdrucks im herkömmlichen Sinne, sondern er berücksichtigt darüber hinaus beispielsweise die Musik, die Fotografie oder die Malerei – kurz: Seine Beschäftigung richtet sich auf alles, was im Prozess vor, in und nach dem Bezeichnen und Bedeuten, seiner Räume und der daran Beteiligten und nicht Beteiligten geschieht oder auch nicht geschieht. Ziel dieser Betonung des Prozesshaften ist es immer wieder, traditionelle Denkkategorien in Frage zu stellen und stattdessen produktive Anstöße zu entwickeln.
So verfährt Barthes auch mit den Entwicklungen eigener Kategorien, wenn er in seinem Essay über die Fotografie Die helle Kammer (La chambre claire, 1980) im ersten Teil des Buches Konzepte zur Analyse von Fotografien entwickelt, die er im zweiten Teil mittels intimer Zugänge wieder überzeichnet und erschüttert. Das wichtigste Foto seiner Untersuchung ist sogleich das einzige, das er in diesem Band nur beschreibt und nicht abdruckt. Ein wichtiger Ansatz hierbei ist u. a. die Irritation, das Fragment, die Entwicklungen von Leseformen, die sich zunächst von „Bedeutung“, „Sinn“ und „Verstehen“ entfernen – am deutlichsten im Essay Die Lust am Text (Le plaisir du texte, 1973) –, die Unterscheidung zwischen Geno-Text und Phäno-Text. „Barthes’ Texte selbst sind beispielhaft für die Diskurse, die beim Betrachten von Bildern oder dem Hören von Musik in Bewegung kommen, sich fortsetzen, sich weiterschreiben.“
Die Vieldeutigkeit seiner eigenen Texte ist ihm wichtig, und das Rauschen der Sprache wird zu einem Schlüsselwort in seinen Texten, „das Begehren zirkuliert und nicht die Herrschaft“. So geht es ihm im Schreiben um die Ortlosigkeit der Sprache, um die Atopie – eine Schreibweise, wie sie in dem Essayband Fragmente einer Sprache der Liebe aus dem Jahre 1977 eine gewisse Berühmtheit erlangte.
Philippe Roger ist der Auffassung, dass sich mit dem „Schlüsselwort der Spirale“ das ganze Werk Barthes methodisch beschreiben lässt. In Barthes Arbeiten seines Spätwerks spiegle sich die Kritik und das Bewusstsein über einen sich „verselbständigenden Geist“ wider. Gegen diese Verselbständigung erinnert Barthes an dessen Widerpart, den Körper. So beschreibt Gabriele Röttger-Denker „die Maxime seiner Philosophie: Écrire le corps – den Körper schreiben“.

## Begriff des Mythos
Der erweiterte Begriff des Mythos, der nicht nur eine vielen bekannte Erzählung meint, sondern auch die für eine Gesellschaft unbewussten und kollektiven Bedeutungen, die sie „von einem semiotischen Prozess ableitet“, wird in den Wissenschaften Barthes zugeschrieben.
So gelingt es ihm in Mythen des Alltags (1964), auf Französisch 1957, moderne und alte Mythen (wie die der conditio humana am Beispiel der Ausstellung The Family of Man) als eine Form der Naturalisierung und Essentialisierung zu analysieren: „Der Mythos von der conditio humana stützt sich auf eine sehr alte Mystifikation, die seit jeher darin besteht, auf den Grund der Geschichte die Natur zu setzen.“ Der Analyse zahlreicher Alltagsbeispiele für den Mythos in der Form kurzer Essays schließt Barthes die Begründung für eine wissenschaftliche Vorgehensweise der Analyse der Mythen an und entwickelt hier die Grundlagen für eine kritische Semiotik.

### „Der Mythos ist eine Aussage“
Entsprechend der Etymologie des Wortes stellt Barthes fest: „der Mythos ist eine Aussage“, genauer: „ein Mitteilungssystem, eine Botschaft. […] Man sieht daraus, dass der Mythos kein Objekt, kein Begriff oder eine Idee sein kann; er ist eine Weise des Bedeutens, eine Form.“
Für eine Definition, was der Mythos ist, sind laut Barthes die unterschiedlichen Wortbedeutungen von Mythos irrelevant: „Man kann mir hundert andere Bedeutungen des Wortes Mythos entgegenhalten. Ich habe versucht, Dinge zu definieren, nicht Wörter.“ Barthes beschreibt zunächst die Form und später für eben „diese Form die historischen Grenzen, die Bedingungen ihrer Verwendung“, in der auch „die Gesellschaft wieder in sie eingeführt werden“ müsse.
Um den Mythos zu erkennen, ist es nicht notwendig, zwischen den mythischen Objekten „eine substantielle Unterscheidung […] treffen zu wollen“ – denn nicht die Objekte bestimmen, was der Mythos ist, sondern die Art und Weise, wie die Objekte angesprochen werden: „da der Mythos eine Aussage ist, kann alles wovon ein Diskurs Rechenschaft ablegen kann, Mythos werden. Der Mythos wird nicht durch das Objekt seiner Botschaft definiert, sondern durch die Art und Weise, wie er diese ausspricht.“
Der Mythos kennt keine inhaltlichen Beschränkungen. Fast alles kann mit einer Aussage, mit einem Mythos versehen werden und dabei gesellschaftlich angeeignet werden: „Es gibt formale Grenzen des Mythos, aber keine inhaltlichen… Jeder Gegenstand der Welt kann von einer geschlossenen, stummen Existenz zu einem besprochenen, für die Aneignung durch die Gesellschaft offenen Zustand übergehen, denn kein – natürliches oder nichtnatürliches – Gesetz verbietet, von den Dingen zu sprechen.“
Damit Dinge eine Bedeutung bekommen und nicht mehr allein Materie sind, bedarf es der Gesellschaft. Neben der rein materiellen Seite der Dinge tritt durch die Aussage über die Dinge ein gesellschaftlicher Gebrauch zu den Dingen hinzu: „Ein Baum ist ein Baum. Gewiß! Aber ein Baum, der von Minou Drouet ausgesprochen wird, ist schon nicht mehr ganz ein Baum, er ist ein geschmückter Baum, der einem bestimmten Verbrauch angepasst ist, der mit literarischen Wohlgefälligkeiten, mit Auflehnungen, mit Bildern versehen ist, kurz: mit einem gesellschaftlichen Gebrauch, der zu der reinen Materie hinzutritt.“ Erst das gesellschaftliche Ansprechen der Dinge macht sie zu Objekten des Mythos: „Selbstverständlich wird nicht alles zur gleichen Zeit ausgesprochen. Manche Objekte werden Beute des mythischen Wortes nur für einen Augenblick, dann verschwinden sie wieder, andere treten an ihre Stelle und gelangen zum Mythos.“
Der Mythos verwandelt „Wirklichkeit“ in einen „Stand der Aussage“. Eine grundlegende Bedingung für den Mythos ist seine zeitliche und geschichtliche Bestimmtheit, denn Mythen entstehen nicht zwangsläufig und erwachsen nicht aus dem, was sich die Gesellschaft als „Natur“ vorstellt: „Gibt es zwangsläufig suggestive Objekte […]? Sicher nicht: man kann sich sehr alte Mythen denken, aber es gibt keine ewigen; denn nur die menschliche Geschichte lässt das Wirkliche in den Stand der Aussage übergehen, und sie allein bestimmt über Leben und Tod der mythischen Sprache. Ob weit zurückliegende oder nicht, die Mythologie kann nur eine geschichtliche Grundlage haben, denn der Mythos ist eine von der Geschichte gewählte Aussage; aus der ‚Natur‘ der Dinge vermöchte er nicht hervorzugehen.“
Der Mythos als Botschaft kann in unterschiedlichster Form, über unterschiedlichste Medien übermittelt werden: „Sie kann deshalb sehr wohl auch anders als mündlich sein, sie kann aus Geschriebenem oder aus Darstellungen bestehen. Der geschriebene Diskurs, der Sport, aber auch die Fotografie, der Film, die Reportage, Schauspiel und Reklame, all das kann Träger der mythischen Aussage sein.“ Entsprechend kann der Mythos nicht durch „sein Objekt“ und die Materie des Objekts bestimmt werden, „denn jede beliebige Materie kann willkürlich mit Bedeutung ausgestattet werden.“ Als Beispiel nennt Barthes den „Pfeil, der überreicht wird und Herausforderung bedeutet“. Dieses Übergeben ist, unabhängig von der materiellen Gestalt des Gegenstands, „ebenfalls eine Aussage“.
Diese verallgemeinerte Konzeption von Sprache, die sich nicht nur auf alphabetische Schriftzeichen bezieht, sieht Barthes durch „die Geschichte der Schriften selbst gerechtfertigt“, denn „lange vor der Erfindung unseres Alphabets waren Objekte wie das Kipu der Inkas oder Zeichnungen wie die Bilderschriften regelrechte Aussagen gewesen“. An diesem Punkt behandelt Barthes die Frage nach der wissenschaftlichen Vorgehensweise für die Analyse der Mythen, und ob die Analyse von Mythen Gegenstand der Linguistik sein kann: „Das soll jedoch nicht heißen, dass die mythische Aussage wie die Sprache behandelt werden müsse. Der Mythos gehört in eine Wissenschaft, die über die Linguistik hinausgeht; er gehört in die Semiologie.“

### Der Mythos als sekundäres semiologisches System
Ein „semiologisches System“ besteht Barthes zufolge – anders als etwa bei Saussure – aus drei verschiedenen Termini: dem Bedeutenden (dem Signifikanten bei Saussure), dem Bedeuteten (dem Signifikat) und dem Zeichen, „das die assoziative Gesamtheit der ersten beiden Termini ist.“
Barthes erläutert diese Dreistelligkeit am Beispiel der Rose:
„Man denke an einen Rosenstrauß: ich lasse ihn meine Leidenschaft bedeuten. Gibt es hier nicht doch nur ein Bedeutendes und ein Bedeutetes, die Rose und meine Leidenschaft? Nicht einmal das, in Wahrheit gibt es hier nur die ‚verleidenschaftlichten‘ Rosen. Aber im Bereich der Analyse gibt es sehr wohl drei Begriffe, denn diese mit Leidenschaft besetzten Rosen lassen sich durchaus und zu Recht in Rosen und Leidenschaft zerlegen. Die einen ebenso wie die andere existierten, bevor sie sich verbanden und dieses dritte Objekt, das Zeichen, bildeten. Sowenig ich im Bereich des Erlebens die Rosen von der Botschaft trennen kann, die sie tragen, so wenig kann ich im Bereich der Analyse die Rosen als Bedeutende den Rosen als Zeichen gleichsetzen: das Bedeutende ist leer, das Zeichen ist erfüllt, es ist ein Sinn.“
Der Mythos besteht aus einer Verkettung von semiologischen Systemen. Ein einfaches System bildet analytisch betrachtet aus dem Bedeutenden und dem Bedeuteten das Zeichen, wobei sich das Zeichen als assoziatives Ganzes ergibt. Der Mythos enthält bereits das erste Zeichen eines semiologischen Systems, nur fungiert es hier als Bedeutendes im zweiten System. So lautet die zentrale Definition in Mythen des Alltags:
„Im Mythos findet man das […] dreidimensionale Schema wieder: das Bedeutende, das Bedeutete und das Zeichen. Aber der Mythos ist insofern ein besonderes System, als er auf einer semiologischen Kette aufbaut, die bereits vor ihm existiert; er ist ein sekundäres semiologisches System. Was im ersten System Zeichen ist (das heißt assoziatives Ganzes eines Begriffs und eines Bildes), ist einfaches Bedeutendes im zweiten. […] Ob es sich um eigentliches oder um bildliches Schreiben handelt, der Mythos erblickt darin eine Ganzheit von Zeichen, ein globales Zeichen, den Endterminus einer ersten semiologischen Kette. Und gerade dieser Endterminus wird zum ersten oder Teilterminus des vergrößerten Systems, das er errichtet. Alles vollzieht sich so, als ob der Mythos das formale System der ersten Bedeutung um eine Raste verstellte.“
Für den Mythos ist es nicht wichtig, ob seine Aussage schriftlich, fotografisch, künstlerisch oder in der materiellen Form eines Gebäudes, einer Pflanze oder eines Ritus zum Ausdruck gebracht wird:
„Man muß hier daran erinnern, dass die Materialien der mythischen Aussage (Sprache, Photographie, Gemälde, Plakat, Ritus, Objekt usw.), so verschieden sie auch zunächst sein mögen, sich auf die reine Funktion des Bedeutens reduzieren, sobald der Mythos sie erfaßt. Der Mythos sieht in ihnen ein und denselben Rohstoff. Ihre Einheit besteht darin, dass sie alle auf den einfachen Status einer Ausdrucksweise zurückgeführt sind.“
Anhand des Reklamebildes untersuchte Barthes später in Rhetorik des Bildes drei Ebenen von Botschaften: „eine linguistische Nachricht, eine kodierte ikonische (symbolische) und eine nicht kodierte ikonische (buchstäbliche).“
In Die Sprache der Mode (Système de la mode, 1967) vertieft Barthes mit Hilfe der Theorie Louis Hjelmslevs seine Analyse von Metasprache durch eine Definition der Konnotationssprache und kann dadurch „eine beliebige Anzahl von Ebenen aufeinander beziehen.“ Die Konnotationssprache ist der Metasprache in der Konstruktion vergleichbar: „Ein Zeichen des ersten Systems (ein schwarzes Kleid, das einen festlichen Anlaß bedeutet) wird zum Signifikanten des zweiten Systems, dessen Signifikat die Modeideologie oder Moderhetorik bildet.“

### Ethischer Gesichtspunkt
Am Rande seiner Untersuchung des Mythos, gleichsam in einer Fußnote, formuliert Barthes seine ethischen Aspekte in Bezug auf den Mythos. Danach ist „das Störende im Mythos gerade, daß seine Form motiviert ist.“ Gäbe es so etwas wie eine „Gesundheit“ der Sprache, begründe sich diese „durch die Willkürlichkeit des Zeichens“. Jeder Mythos jedoch besitzt eine motivierende Form, Sinn wird in Form verwandelt, deformiert, seiner Geschichte beraubt: „Das Widerwärtige im Mythos ist seine Zuflucht zu einer falschen Natur, ist der Luxus der bedeutungsvollen Formen, wie bei jenen Objekten, die ihre Nützlichkeit durch einen natürlichen äußeren Schein dekorieren. Der Wille, die Bedeutung durch die ganze Bürgschaft der Natur schwer zu machen, ruft eine Art von Ekel hervor: der Mythos ist zu rein, und gerade seine Motivierung ist zuviel an ihm.“ Für diese Abneigung, die der Mythos für Barthes erzeugt, bringt er eine Entsprechung aus dem Bereich der Kunst, die zwischen Natur und der Anti-Natur changiert: „Diese Angewidertheit ist dieselbe, die ich angesichts von Künsten empfinde, die nicht zwischen der Natur und der Anti-Natur wählen wollen und die erste als Ideal und die zweite als Ersparnis benutzen. Ethisch gesehen zeugt es von Niedrigkeit, gleichzeitig in beiden Bereichen spielen zu wollen.“

## Gegenmythos: Japan und die „sinnliche Lektüre“
Barthes legte gegen Ende der 60er Jahre seinen Schwerpunkt auf die Erforschung der Bedingungen der „Möglichkeiten dessen, was gesagt und gedacht werden kann“, also auf die „Konstitution der Bedeutungsstrukturen. […] Da man keinen Standpunkt außerhalb der eigenen Sprache einnehmen kann, muss man zunächst die vorgegebenen Strukturen, die Sprache und die Sprechweisen, selbst erforschen, um von dort aus die eigene Kultur umdenken zu können.“ Er wendet sich als Semiologe der Kritik des Zeichens an sich zu. In seine Aufzeichnungen nach einer Japanreise schafft er mit L’Empire des signes (1970) einen „Gegenmythos“, um die Mythen des Westens „zu überformen und dadurch zu entmachten.“
Das Verfahren, das er anwendet, ist das der Pluralisierung und Dezentrierung. Für seinen Gegenmythos beschreibt er nicht Japan als etwas Objektives oder als ein Idealbild, sondern als das, „was Japan in ihm ausgelöst hat“, und fasst diese Erzählung in eine Fiktion:
„Ich kann auch ohne jeden Anspruch, eine Realität darzustellen oder zu analysieren (gerade dies tut der westliche Diskurs mit Vorliebe), irgendwo in der Welt (dort) eine gewisse Anzahl von Zügen (ein Wort mit graphischem und sprachlichem Bezug) aufnehmen und aus diesen Zügen ganz nach Belieben ein System bilden. Und dieses System werde ich Japan nennen.“
Das Mittel der Dezentrierung zeigt sich auch in der Komposition von L'Empire des signes selbst: Barthes parodiert hier „zugleich die Anfänge der anthropologischen Photographie“, indem er Bild und Text miteinander durch eine „serielle Anordnung verschiedener Photoporträts […] zu einer texttheoretischen Lektüre“ verschränkt.
In S/Z kritisiert Barthes die traditionell bevorzugte Position des Signifikats gegenüber dem materiellen Bedeutungsträger, dem Signifikanten. In L'Empire des signes wendet er sich noch vehementer gegen die „vermeintlich wahre, innere Bedeutung“, gegen die Instrumentalisierung der Signifikanten. So stellt er am Beispiel des Haiku die Sinn gebende Leseweise des Westens der „sinnlichen Lektüre“ entgegen. Dabei ist es nicht „das Ziel Barthes’ dem Sinn einen Nicht-Sinn als Kontrapunkt entgegenzustellen, sondern er zeigt, wie die Konzentration des Westens von dem vermeintlich ‚bedeutungsvollen‘ Kern abgelenkt werden kann. Er übt also keinen direkten Widerstand gegen die okzidentale Ethik der Bedeutung, indem er einfach für das Gegenteil plädiert, sondern er zielt darauf, den Begriff der ‚Bedeutung‘ zu verflüssigen, so dass er ungreifbar wird.“
Sinn könne, wie er in seiner Biographie verdeutlicht, „zwar durchaus im Nichts verschwinden“, aber der Nicht-Sinn sei die „schlimmste aller Bedeutungsgebungen“. Gegen diesen Nicht-Sinn stellt er das Konzept der Dezentrierung, wie er es am Haiku erläutert: Entgegen den Interpretationsversuchen westlicher Art, „ob Dechiffrierung, Formalisierung oder Tautologie … die bei uns dazu bestimmt sind, den Sinn zu durchdringen, d. h. in ihn einzubrechen“, könnten den „Haiku mithin nur verfehlen, denn die Lesearbeit, die mit ihm verbunden ist, liegt darin, die Sprache in der Schwebe zu halten, und nicht darin, sie zu provozieren.“
Im westlichen Denken zielt der Betrachter darauf, sich selbst in dem Fremden zu spiegeln. Mit seinem Buch L’Empire des signes geht es Barthes darum, diesen Spiegel so gut wie zu entleeren. Diese Form der Dezentrierung wird dem westlichen Narzissmus entgegengehalten: „En Occident, le miroir est un objet essentiellement narcissique: l’homme ne pense le miroir que pour s’y regarder; mais en Orient, semble-t-il, le miroir est vide; […] le miroir ne capte que d’autres miroirs, et cette réflexion infinie est le vide meme.“ Im Abschnitt „Ohne Sprache“ zeichnet er eine andere Wahrnehmung des Fremden auf, die den Reisenden wohl tut, weil er sich in der „rauschende Masse einer unbekannten Sprache“ eine „delikate Abschirmung“ verschafft: „Welche Ruhe im Ausland! Dort bin ich sicher vor Dummheit, Gewöhnlichkeit, Eitelkeit und weltmännischem Gehabe, vor Nationalität und Normalität. Die unbekannte Sprache […] deren reine Bedeutung ich dennoch wahrnehme, […] zieht mich in ihre künstliche Leere hinein, […] Ich lebe in einem Zwischenraum, der frei von jeder vollen Bedeutung ist.“ Dagegen steht das bürgerliche Nachfragen „Wie sind Sie dort mit der Sprache zurechtgekommen?“ als Mythos und Ideologie („ideologische Behauptung“) des westlichen Denkens, die durch „praktische Fragen bemäntelt wird: Kommunikation gibt es nur in der Sprache.“
Durch die ‚Ausdehnung der Signifikanten‘ im „Ausland“/„Japan“, die für den Reisenden „um so vieles weiter als die Sprache ist“, gibt es einen „Austausch der Zeichen trotz der Undurchsichtigkeit der Sprache und zuweilen gar wegen ihr“, was Barthes als „Reichtum“, „bestrickende Beweglichkeit und Subtilität“ beschreibt: „Der Grund liegt darin, dass der Körper dort frei von Hysterie und Narzissmus ist […] der ganze Körper […] unterhält mit Ihnen eine Art kindlicher Plauderei, der jedoch die vollkommene Beherrschung der Codes alles Regressive und Infantile nimmt.“ Barthes erläutert das am Beispiel einer Verabredung: „Eine Verabredung treffen (mit Gebärden, Skizzen und Namen) benötigt mit Sicherheit eine ganze Stunde; aber diese Stunde […] hat man den ganzen Körper des anderen erkannt, geschmeckt und aufgenommen, hat dieser (ohne wirkliche Absicht) seine eigene Erzählung, seinen eigenen Text ausgebreitet.“

## „Simulacrum“
Nach Barthes rekonstruiert der Begriff des „Simulacrum“ seinen Gegenstand durch Selektion und Neukombination und konstruiert ihn so neu. Es entsteht eine „Welt, die der ersten ähnelt, sie aber nicht kopieren, sondern einsehbar machen will“.

„Das Ziel jeder strukturalistischen Tätigkeit […] besteht darin, ein ‚Objekt‘ derart zu rekonstituieren, daß in dieser Rekonstitution zutage tritt, nach welchen Regeln es funktioniert (welches seine ‚Funktionen‘ sind). Die Struktur ist in Wahrheit also nur ein simulacrum des Objekts, aber ein gezieltes, ‚interessiertes‘ Simulacrum, da das imitierende Objekt etwas zum Vorschein bringt, das im natürlichen Objekt unsichtbar oder, wenn man lieber will, unverständlich blieb.“

## Schriften
- Le degré zéro de l'écriture. Ed. du Seuil, Paris 1953.
  - deutsch: Am Nullpunkt der Literatur / Objektive Literatur. Zwei Essays. Übersetzt von Helmut Scheffel. Claassen, Hamburg 1959.
  - deutsch: Am Nullpunkt der Literatur. Übersetzt von Helmut Scheffel. Suhrkamp, Frankfurt am Main 1985, ISBN 978-3-518-01762-3.
- Michelet par lui-même. Seuil, Paris 1954.
  - deutsch: Michelet. Übersetzt von Peter Geble. Europäische Verlagsanstalt, Frankfurt am Main 1980, ISBN 3-434-00702-4.
- Mythologies. Seuil, Paris 1957.
  - deutsch: Mythen des Alltags. (Auszug), übersetzt von Helmut Scheffel. Suhrkamp, Frankfurt am Main 1964, ISBN 3-518-12425-0.
  - Mythen des Alltags (vollständige Ausgabe), übersetzt von Horst Brühmann. Suhrkamp, Berlin 2010, ISBN 978-3-518-41969-4.
- Sur Racine. Seuil, Paris 1963; zuletzt neu herausgegeben bei Éd. du Seuil, Éd. Points, Paris 2014, ISBN 978-2-7578-4061-0. Sammlung von Essays, darin enthalten die Essays
  - L’Homme racinien.
  - Dire Racine.
  - Histoire ou littérature?
    - deutsch: Literatur oder Geschichte. Übersetzt von Helmut Scheffel. Suhrkamp, Frankfurt am Main 1969, ISBN 3-518-12471-4.

- (1964) Essais critiques. Seuil, Paris.
- (1964) La Tour Eiffel. Delpire, Paris.
- (1965) Éléments de sémiologie, Communications 4, Seuil, Paris.
- (1966) Critique et Vérité. Seuil, Paris.
- (1967) Système de la mode. Seuil, Paris.
- (1970) L’Empire des signes. Skira, Paris.
- (1970) S/Z. Seuil, Paris.
- (1971) Sade, Fourier, Loyola. Seuil, Paris.
- (1972) Le Degré zéro de l’écriture suivi de Nouveaux essais critiques. Seuil, Paris.
- (1973) Le plaisir du texte. Seuil, Paris.
- (1975) Roland Barthes. Seuil, Paris.
- (1977) Poétique du récit. Seuil, Paris.
- (1977) Fragments d’un discours amoureux. Seuil, Paris.
- (1978) Préface, La Parole Intermédiaire, F. Flahault. Seuil, Paris.
- (1980) Recherche de Proust. Editions du Seuil, Paris.
- (1980) La chambre claire : note sur la photographie. Seuil, Paris, 1980.
- (1982) L’Obvie et l’obtus. Seuil, Paris.
- (1982) Litérature et réalité. Seuil, Paris.
- (1993) Œuvres complètes. Seuil, Paris.
- (2009) Carnets du voyage en Chine. Éditions Christian Bourgois, Paris.
- (2009) Journal de deuil. Seuil/Imecs, Paris.
- (2010) Le lexique de l’auteur: séminaire à l’École Pratique des Hautes Études 1873 - 1974. Éd. du Seuil, Paris 2010, ISBN 978-2-02-061851-9.

### Deutsche Übersetzungen
- Begebenheiten. Übersetzt von Hans-Horst Henschen. Dieterich, Mainz 1988.
- Chronik. Übersetzt von Mira Köller. Merve Verlag, Berlin 2003.
- Cy Twombly. Übersetzt von Walter Seitter. Merve Verlag, Berlin 1983, ISBN 3-88396-033-0.
- Das Neutrum: Vorlesung am Collège de France 1977–1978. Aus dem Französischen von Horst Brühmann. Suhrkamp, Frankfurt am Main 2005, ISBN 3-518-12377-7.
- Das Reich der Zeichen. Aus dem Französischen von Michael Bischoff. Suhrkamp, Frankfurt am Main 1981, ISBN 3-518-11077-2.
- Das semiologische Abenteuer. Aus dem Französischen von Dieter Hornig. Suhrkamp, Frankfurt am Main 1988.
- Der Eiffelturm. Aus dem Französischen von Helmut Scheffel. Suhrkamp, Frankfurt am Main 2015, ISBN 978-3-518-46632-2.
- Der entgegenkommende und der stumpfe Sinn. Aus dem Französischen von Dieter Hornig. Suhrkamp, Frankfurt am Main 1990, ISBN 3-518-11367-4.
- Die helle Kammer. Bemerkung zur Fotografie. Aus dem Französischen von Dietrich Leube. Suhrkamp, Frankfurt am Main 1985, ISBN 3-518-57731-X.
- Die Lust am Text. Aus dem Französischen von Ottmar Ette. Suhrkamp, Berlin 1974.
- Das Rauschen der Sprache (Kritische Essays IV), Aus dem Französischen von Dieter Hornig, Suhrkamp, Frankfurt am Main 2006.
- Die Sprache der Mode. Aus dem Französischen von Horst Brühmann. Suhrkamp, Frankfurt am Main 1985.
- Der Tod des Autors. In: Fotis Jannidis (Hrsg.): Texte zur Theorie der Autorschaft. Stuttgart, 2000.
- Die Vorbereitung des Romans. Aus dem Französischen von Horst Brühmann. Suhrkamp, Frankfurt am Main 2008.
- Elemente der Semiologie. Übersetzt von Eva Moldenhauer. Syndikat, Frankfurt am Main 1979.
- Fragmente einer Sprache der Liebe. Aus dem Französischen von Hans-Horst Henschen und Horst Brühmann. Suhrkamp, Frankfurt am Main 1984.
- Kritik und Wahrheit. Suhrkamp, Frankfurt am Main 1967.
- Lektion/Leçon. Übersetzt von Helmut Scheffel. Suhrkamp, Frankfurt am Main 1980, ISBN 3-518-11030-6.
- Michelet. Übers.: Peter Geble. Europäische Verlagsanstalt 1980.
- Rhetorik des Bildes. In: Alternative. Nr. 54/1967.
- S/Z. Aus dem Französischen von Jürgen Hoch. Suhrkamp, Frankfurt am Main 1987, ISBN 3-518-28287-5.
- Sade, Fourier, Loyola. Aus dem Französischen von Maren Sell und Jürgen Hoch. Suhrkamp, Frankfurt am Main 1974.
- Schriften zum Theater. Alexander, Berlin 2002, ISBN 3-89581-063-0.
- Tagebuch der Trauer. Übersetzt von Horst Brühmann. Hanser, München 2010, ISBN 978-3-446-23498-7.
- Über mich selbst. Übersetzt von Jürgen Hoch. Matthes & Seitz, Berlin 1978, ISBN 3-88221-206-3.
- Was singt mir, der ich höre in meinem Körper das Lied. Übers.: Peter Geble. Merve, Berlin 1979, ISBN 3-88396-008-X.
- Variations sur l’écriture / Variationen über die Schrift, französisch – deutsch, übersetzt von Hans-Horst Henschen, mit einem Nachwort von Hanns-Josef Ortheil (= Excerpta classica, Band 2). Dieterich, Mainz 2006, ISBN 978-3-87162-064-5.
- Wie zusammen leben. Aus dem Französischen von Horst Brühmann. Suhrkamp, Frankfurt am Main 2007, ISBN 3-518-12402-1.
- Was ist Sport? Der Sport und die Männer. Übersetzt von Hélène und Gunter Gebauer. Brinkmann & Bose, Berlin 2005, ISBN 3-922660-93-2.
- Peter Geimer, Bernd Stiegler (Hrsg.): Auge in Auge: Kleine Schriften zur Photographie (= Suhrkamp-Taschenbuch Wissenschaft. Band 2155). Suhrkamp, Berlin 2015, ISBN 978-3-518-29755-1.
- Lexik des Autors: Seminar an der École pratique des hautes études 1973-1974 : unveröffentlichte Fragmente „Über mich selbst.“. Brinkmann & Bose, Berlin 2018, ISBN 978-3-940048-34-9.
- In Cinemascope, Das rechte und das linke Kino, Das Problem der Bedeutung im Film, Die ‹traumatischen Einheiten› im Film. Prinzipien der Untersuchung, Sade – Pasolini. Übersetzt von Guido Kirsten. montage AV 24(1), 2015 (Themenheft Roland Barthes).
- Proust. Aufsätze und Notizen. Herausgegeben von Bernard Comment. Aus dem Französischen von Horst Brühmann und Bernd Schwibs. Suhrkamp, Berlin 2022, ISBN 978-3-518-43074-3.
- Briefe und unveröffentlichte Texte. Herausgegeben von Éric Marty. Aus dem Französischen übersetzt von Rike Felka. Brinkmann & Bose, Berlin 2024, ISBN 978-3-940048-45-5, Rezension.[36]

### Gesamtausgabe
- Œuvres complètes. (1942–1980). 5 Bände (frz.). Herausgegeben von Éric Marty. Seuil, Paris 2002.